# Едгар Райт
Едгар Говард Райт (англ. Edgar Howard Wright; нар. 18 квітня 1974, Пул, Дорсет, Англія) — британський кінорежисер, сценарист, актор і кінопродюсер. Здобув популярність своїми роботами з Саймоном Пеггом і Ніком Фростом, такими як «Зомбі на ім'я Шон», «Круті фараони», «Кінець світу» а також телесеріалом «Закумарені».

## Ранні роки і початок кар'єри
Райт народився в місті Пул, графства Дорсет, але ріс переважно в Велсі (графство Сомерсет), бо він, ще будучи дитиною, переїхав туди разом зі своєю сім'єю. Він почав знімати власні фільми в 14 років, коли ще ходив до школи і працював на місцевій визначній пам'ятці — печерах «Wookey Hole». Наприкінці 80-х і початку 90-х Райт знімав багато коротких фільмів, спочатку на 8-міліметрову камеру, яку йому подарував один з родичів, а потім на камкордер Video8, який він виграв у конкурсі на телевізійній програмі Going Live!. Ці фільми були здебільшого комедійною стилізацією популярних жанрів і фільмів, таких як «Carbolic Soap» і «Брудний Гаррі», якому Райт віддав належне у фільмі «Dead Right» (пізніше він вийшов на DVD «Круті фараони»). Після того, як в 20 років закінчив коледж Bournemouth Arts, він зняв пародійний вестерн «A Fistful of Fingers», який вийшов для обмеженого показу і мовлення на британському супутниковому телебаченні на телеканалі Sky Movies. Попри невдоволення Райта фінальним продуктом, на фільм звернули увагу коміки Метт Лукас і Девід Уолльямс, які згодом вибрали Едгара на пост режисера серіалів «Mash and Peas» і «Sir Bernard's Stately Homes» на телеканалі UK's Paramount Comedy. Протягом цього часу він також працював на BBC над такими телевізійними програмами як «Is It Bill Bailey?» І «Alexei Sayle's Merry-Go-Round».

## «Закумарені»
У 1998 році сценаристи і актори Саймон Пегг і Джесіка Хайнес знаходилися на ранніх стадіях розробки їх ситкому «Закумарені» для Channel 4 і попросили Райта стати режисером, згадавши спільну роботу з ним в 1996 році над серіалом «Asylum». 1999 року він приєднався до цих акторів для створення серіалу «Закумарені» для четвертого каналу. Райт робив серіал досить незвичайним для жанру ситуаційної комедії, використовуючи драматичні ракурси і рухи, а також візуальну мову наукової фантастики і фільмів жахів; режисер, до речі, і не намагався цього приховувати — навпаки, він додав до проєкту вигаданий пристрій 'Homage-O-Meter', що показує кількість відсилань на чужу творчість в цьому епізоді. 2002 року він знявся в ролі техніка і вченого на ім'я Едді Йорк в обох сезонах серіалу «Абсурдне природознавство», одним із творців якого був член акторської команди, яка працювала над серіалом «Закумарені», Пітер Серафіновіч. Райт також зіграв невелику роль в «Закумарених», де його можна було побачити сплячим в будинку Дейзі Стейнер поряд з іншими членами зграї. Сам Райт так відгукнувся про серіал на одному з показів: «Це показують божевільні для божевільних».

## Трилогія «Три смаки „Cornetto“»
Успіх у критиків «Закумарених» дозволив Райту і Пеггу вийти на великий екран з фільмом «Зомбі на ім'я Шон» — комедія про зомбі, до якої примішався стиль романтичної комедії і відсилання до класики жахів Джорджа Ромеро і Сема Реймі.

Були фільми про зомбі і до Джорджа Ромеро, але саме він здебільшого винайшов аспект людоїдства. Тому ми зараз знаємо, що справжні зомбі — це зомбі Ромеро.
Оригінальний текст (англ.)
There were zombie films prior to George [Romero], but he pretty much invented the cannibalistic aspect. What we now think of as zombies really are Romero zombies.
— Едгар Райт
Фільм був тепло прийнятий як кінокритиками так і глядачами; відсилання на популярні американські хіти виявилися зрозумілими в усьому світі. До речі, Саймон Пегг не став зніматися у фільмі «Пси-воїни» (2002), оскільки Райт хотів, щоб перша роль Саймона в фільмі жахів була у фільмі «Зомбі на ім'я Шон».
Пара Райт і Пегг задумали створити трилогію британських комедій, які пов'язувала б не єдина історія, а загальні відмінні риси та основні думки. Серія фільмів відома під назвами Трилогія «Три смаки „Cornetto“», Трилогія «Cornetto» і Трилогія «Кров і морозиво», тому що кожен фільм трилогії пов'язаний з певним смаком і, відповідно, кольором морозива «Cornetto», а також тому що в Британії існує відомий жарт про ефективність морозива «Cornetto» як ліків проти похмілля .
Другою частиною трилогії став гостросюжетний комедійний бойовик «Круті фараони». Знімання стартувало в березні 2006 року, а прем'єра фільму відбулася в лютому 2007 року у Великій Британії і в квітні 2007 року в США. Сюжет картини обертається навколо героя Пегга, Ніколаса Ейнджела — поліцейського, переведеного з Лондона до сільський Сендфорд, який стрясає серія жахливих подій.
Третьою частиною трилогії стала картина «Кінець світу», реліз якої відбувся в 2013 році.

## Інші роботи і майбутні проєкти
У Едгара Райта є брат Оскар, який працює художником-оформлювачем коміксів, а також вносить концептуалізм в фільми брата. Наприклад, саме він зробив анімацію в блокноті Денні Баттерман з «Типу крутих лягавих», а в анімації було зображено, як «боббі» (англійський поліцейський) вбиває грабіжника з пістолета. 2007 року Едгар Райт зняв трейлер на неіснуючий фільм для проєкту Квентіна Тарантіно і Роберта Родрігеса «Грайндхаус». Трейлер був названий «Do not» і був безсюжетним, але висміював штампи фільмів жахів. Едгару пропонували стати режисером фільму «Місія нездійсненна 4», але пізніше на цей пост був обраний Бред Берд. 2010 року вийшов новий фільм Райта «Скотт Пілігрим проти світу», з Майклом Сера в головній ролі. 2011 року вийшов фільм «Пригоди Тінтіна: Таємниця єдинорога», який був знятий за сценарієм Едгара Райта. Починаючи з літа 2006 року, Райт працював над фільмом про супергероя Marvel Comics «Людина-мураха». На початку червня 2012 року режисер витратив близько тижня на знімання тестових сцен для майбутньої стрічки. Наприкінці травня 2014 року Райт несподівано покинув режисерське крісло через «творчі розбіжності зі студією».

Кожен мій наступний фільм коштував дорожче, ніж попередній, але, при цьому, я ніколи не відчував вигоду великого бюджету, тому що ідеї завжди перевищують бюджет.
Оригінальний текст (англ.)
Everything that I've done so far has had a bigger budget than the last, but I've never ever felt the benefit of the bigger budget because the ideas always exceed the budget.
— Едгар Райт

## Фільмографія

### Кіно
| Рік  | Фільм                                 | У ролі  | У ролі    | У ролі   | У ролі | Роль                                                                               |
| Рік  | Фільм                                 | Режисер | Сценарист | Продюсер | Актор  | Роль                                                                               |
| ---- | ------------------------------------- | ------- | --------- | -------- | ------ | ---------------------------------------------------------------------------------- |
| 1993 | Dead Right                            | Так     | Так       | Так      | Так    |                                                                                    |
| 1995 | A Fistful of Fingers                  | Так     | Так       | Так      | Так    | Закадровий голос, дві невеликі ролі камео                                          |
| 2004 | Зомбі на ім'я Шон                     | Так     | Так       |          | Так    | Диктор новин/Зомбі/Голос в італійському ресторані/Друг Ноеля по телефону і режисер |
| 2005 | Земля мертвих                         |         |           |          | Так    | Живий мрець у атракціоні «Сфотографуйся з зомбі»                                   |
| 2005 | Автостопом по галактиці               |         |           |          | Так    | Глибокодумний технік                                                               |
| 2007 | Круті фараони                         | Так     | Так       | Так      |        |                                                                                    |
| 2007 | Ґрайндгаус                            | Так     | Так       |          |        | фальшивий трейлер                                                                  |
| 2007 | Син Рембо                             |         |           |          | Так    | Вчитель по виготовленню металевих виробів                                          |
| 2010 | Скотт Пілігрим проти світу            | Так     | Так       | Так      |        |                                                                                    |
| 2011 | Пригоди Тінтіна: Таємниця «Єдинорога» |         | Так       |          |        |                                                                                    |
| 2011 | Чужі на районі                        |         |           | Так      |        |                                                                                    |
| 2012 | Екскурсанти                           |         |           | Так      |        |                                                                                    |
| 2013 | Кінець світу                          | Так     | Так       |          |        |                                                                                    |
| 2015 | Людина-мураха                         |         | Так       |          |        |                                                                                    |
| 2017 | На драйві                             | Так     | Так       |          |        |                                                                                    |
| 2021 | Минулої ночі у Сохо                   | Так     | Так       | Так      |        |                                                                                    |
| 2025 | Людина, що біжить                     | Так     | Так       | Так      |        |                                                                                    |

### Телебачення (як актор)
- Абсурдне природознавство (2005) — епізод
- Закумарені (1999—2001)

### Телебачення (як режисер)
- Закумарені  (1999, 2001)
- Alexei Sayle's Merry-Go-Round (1998)
- Is It Bill Bailey? (1998)
- Sir Bernard's Stately Homes (1998)
- Mash and Peas (1996—1997)
- Asylum (1996)

## Нагороди
- Премія Брема Стокера
  - 2005 — Кращий сценарій «Зомбі на ім'я Шон»

- British Independent Film Awards
  - 2004 — Кращий сценарій «Зомбі на ім'я Шон»

## Громадська позиція
У липні 2018 підтримав петицію Асоціації французьких кінорежисерів на захист ув'язненого у Росії українського режисера Олега Сенцова
У 2022 році після вторгнення Росії в Україну Едґар Райт у своєму Twitter підтримав Україну [Архівовано 24 березня 2022 у Wayback Machine.] та закликав здійснити пожертви для українців, які вимушено покинули дім внаслідок воєнних дій на території країни.